# Pierre-Édouard Lémontey
Pierre-Édouard Lémontey, né le 14 janvier 1762 à Lyon et mort le 26 juin 1826 à Paris, avocat de métier, est un homme politique, homme de lettres et historien français.

## Biographie
Lors de la convocation des États généraux, il se fait remarquer par quelques écrits politiques. Député du Rhône à l’Assemblée législative, il en est élu président plusieurs fois. Monarchiste, il prend part à la défense de Lyon contre les troupes de la Convention et, en 1793, il échappe à une mort probable en se réfugiant en Suisse. Lémontey revient en 1795, est nommé, en 1804, chef de la commission de censure dramatique et entre à l’Académie française en 1819.
Il est deux fois lauréat de l’Académie de Marseille pour les Éloges de Peiresc, en 1785 et de Cook, en 1788. Il est rédacteur de journaux royalistes et l’un des compagnons du « Déjeuner de la Fourchette ».
Son Essai sur l'établissement monarchique de Louis XIV est à la fois salué et controversé lors de sa parution en 1818. Dans cet ouvrage, qui préfigure L'Ancien Régime et la Révolution de Tocqueville, Lémontey souligne la continuité entre les institutions de l'Ancien Régime et celles de la Révolution, qui fut selon lui une conséquence de l'absolutisme de Louis XIV. On y trouve enfin la célèbre formule, faussement attribuée à Louis XIV : « L'État, c'est moi ».
Il est inhumé au cimetière du Père-Lachaise (18e division), à Paris.

## Principaux ouvrages
- Palma, ou le Voyage en Grèce, opéra en deux actes, musique de Plantade, Paris, Théâtre de la rue Feydeau, 5 fructidor an 6 (1798)
- Raison, folie, chacun son mot, petit cours de morale mis à la portée des vieux enfans (1801)
- Irons-nous à Paris ? ou la famille du Jura (roman composé à l'occasion du sacre de Napoléon) (1804)
- La Vie du soldat français, en 3 dialogues composés par un conscrit du département de l'Ardèche (1805)
- Thibaut, ou la Naissance d'un comte de Champagne, poème en 4 chants, sans préface et sans notes, traduit de la langue romance, sur l'original composé en 1250, par Robert de Sorbonne, clerc du diocèse de Rheims (1811)
- Essai sur l'établissement monarchique de Louis XIV, et sur les altérations qu'il éprouva pendant la vie de ce Prince (1818)
- De la Peste de Marseille et de la Provence pendant les années 1720 et 1721 (1821)
- Œuvres, édition revue et préparée par l'auteur (5vol) (1829)
- Histoire de la Régence et de la minorité de Louis XV jusqu'au ministère du cardinal de Fleury (1832)
- Lemontey Pierre-Édouard, « Influence morale de la division du travail, considérée sous le rapport de la conservation du gouvernement et de la stabilité des institutions sociales. », Revue du MAUSS 1/2006 (no  27) , p. 384-397. DOI : 10.3917/rdm.027.0384.